# نيل باترسون
نيل باترسون (بالإنجليزية: Neal Patterson)‏ هو كبير الإداريين التنفيذيين أمريكي، ولد في 10 ديسمبر 1949 في أنتوني في الولايات المتحدة، وتوفي في 9 يوليو 2017 بسبب سرطان.